# Veldegem
Veldegem est une section de la commune belge de Zedelgem située en Région flamande dans la province de Flandre-Occidentale. C'était une commune à part entière depuis sa création en 1920 jusqu'à la fusion des communes de 1977.

## Démographie

### Évolution démographique
- Sources : INS, Rem. : 1831 jusqu'en 1970 = recensements, 1976 = nombre d'habitants au 31 décembre[2].

## Personnalités
- Wilfried De Vlieghere (1941-), ancien député fédéral belge et écrivain bouddhiste, né à Veldegem.